# 안필선
안필선(安必善, 영어 이름: Philson Ahn, 1912년 7월 5일 ~ 2001년 5월 23일)은 미국의 한국계 영화배우로 도산 안창호의 차남이다.

## 생애
안필선의 어머니 이혜련은 1902년에 남편인 독립운동가 도산 안창호 선생과 함께, 한국인 부부로서는 최초로, 한국인 여성으로서는 두 번째로 미국으로 이민을 갔다. 안필선은 캘리포니아주 로스앤젤레스에서 태어났다.
안필선은 로스앤젤레스의 벨몬트 고등학교 (Belmont High School)를 졸업하고 로스앤젤레스 시티 칼리지 (Los Angeles City College) 에서 전문학사로 졸업 후 캘리포니아 대학교 버클리에서 화학과를 졸업했다.
1944년 하워드 휴즈 항공에 입사에 1978년 하워드 휴즈 항공 부사장까지 역임하고 30년간 근무하다가 은퇴했다.
안필선의 형 안필립 (Philip Ahn) 또한 영화배우였다.
여동생은 미국 전 해군 장교인 안수산 (Susan Ahn Cuddy)과 안수라 (Soorah Ahn)가 있다.
남동생은 안필영 (Ralph Ahn)이다.